# Андриевский, Фёдор Петрович
Фёдор Петрович Андриевский (1854 — 4 [17] ноября 1914, Москва) — оперный певец (бас) и вокальный педагог.

## Биография
В 1877—1882 гг. учился в Петербургской консерватории, педагог К. Эверарди. Получив там образование, выступал в оперных труппах Тифлиса, Киева, Казани, Харькова, Саратова (конец 1891, гастроли).
Вёл педагогическую деятельность в Москве. Среди его учеников — А. А. Державин, А. М. Матвеев, Н. И. Сперанский, А. И. Улуханов.
Среди партий:
- «Борис Годунов» М. Мусоргского — Варлаам
- «Садко» Н. Римского-Корсакова — Варяжский гость
- «Демон» А. Рубинштейна — Князь Гудал
- «Африканка» Дж. Мейербера — Дон Диего
- «Гугеноты» Дж. Мейербера — Граф де Сен-Бри
- «Жидовка» Ж. Ф. Галеви — Кардинал де Броньи
- «Риголетто» Дж. Верди — Спарафучиле
- «Аида» Дж. Верди — Рамфис